# Prince Polley
Prince Opoku Bismark Polley Sampene (Kumasi, 4 mei 1969) is een voormalige Ghanese voetballer die voor een groot aantal Nederlandse en Belgische voetbalclubs uitkwam.
Hij begon zijn voetbalcarrière bij Asante Kotoko in zijn geboortestad Kumasi. Met die club behaalde hij driemaal de Ghanese landstitel. Hierna maakte hij de overstap naar Sparta Rotterdam. Na hier twee seizoenen gespeeld te hebben, speelde hij verder onder andere voor Beerschot AC, Germinal Ekeren, FC Twente, sc Heerenveen en Excelsior. Na een jaar amateurvoetbal bij Heerjansdam, waarmee hij naar de Hoofdklasse wist te promoveren, rondde hij zijn carrière af bij het Zwitserse FC Aarau.
Hij kwam voor het Ghanees voetbalelftal uit op de African Cup of Nations van 1992 en 1994. Daar vormde hij samen met Abédi Pelé en Anthony Yeboah de frontlinie van de Black Stars. In de halve finale van de Afrika Cup van 1992 maakte hij de winnende treffer in de wedstrijd tegen Nigeria. In 1994 maakte hij in de groepsfase in de 87e minuut de winnende treffer tegen Senegal. Hiermee nam hij naar eigen zeggen wraak op de beslissing van de Ghanese bondscoach hem niet in de basis op te stellen, na de erbarmelijke omstandigheden die hij voorafgaand aan de Afrika Cup bij een trainingskamp had moeten ondergaan.
Hij werkt nu als ondernemer in de bouw in zijn vaderland.
Zijn zoon Robin Polley voetbalt voor ADO Den Haag en wordt het seizoen 2019/2020 verhuurd aan FC Dordrecht.

## Clubstatistieken
| seizoen   | club             | land        | competitie     | duels | goals |
| --------- | ---------------- | ----------- | -------------- | ----- | ----- |
| 1984-1988 | Asante Kotoko    | Ghana       | Premier League | 142   | 22    |
| 1988/1989 | Sparta Rotterdam | Nederland   | Eredivisie     | 2     | 0     |
| 1989/1990 | Sparta Rotterdam | Nederland   | Eredivisie     | 28    | 16    |
| 1990/1991 | Beerschot AC     | België      | Eerste Klasse  | 28    | 7     |
| 1991/1992 | Germinal Ekeren  | België      | Eerste Klasse  | 20    | 7     |
| 1992/1993 | FC Twente        | Nederland   | Eredivisie     | 29    | 11    |
| 1993/1994 | FC Twente        | Nederland   | Eredivisie     | 25    | 9     |
| 1994/1995 | sc Heerenveen    | Nederland   | Eredivisie     | 19    | 2     |
| 1995/1996 | Excelsior        | Nederland   | Eerste Divisie | 20    | 3     |
| 1996/1997 | Excelsior        | Nederland   | Eerste Divisie | 4     | 1     |
| 1998/1999 | Heerjansdam      | Nederland   | Hoofdklasse    | 17    | 8     |
| 1998/1999 | FC Aarau         | Zwitserland | Nationalliga A | 9     | 4     |
| Totaal    | Totaal           | Totaal      | Totaal         | 326   | 82    |